# سیره (رومانی)
شهر سیره (به رومانیایی: Siret) در شهرستان سوچاوا در کشور رومانی واقع شده‌است. جمعیت این شهر ۱۰٬۰۰۳ نفر  است.

## نگارخانه

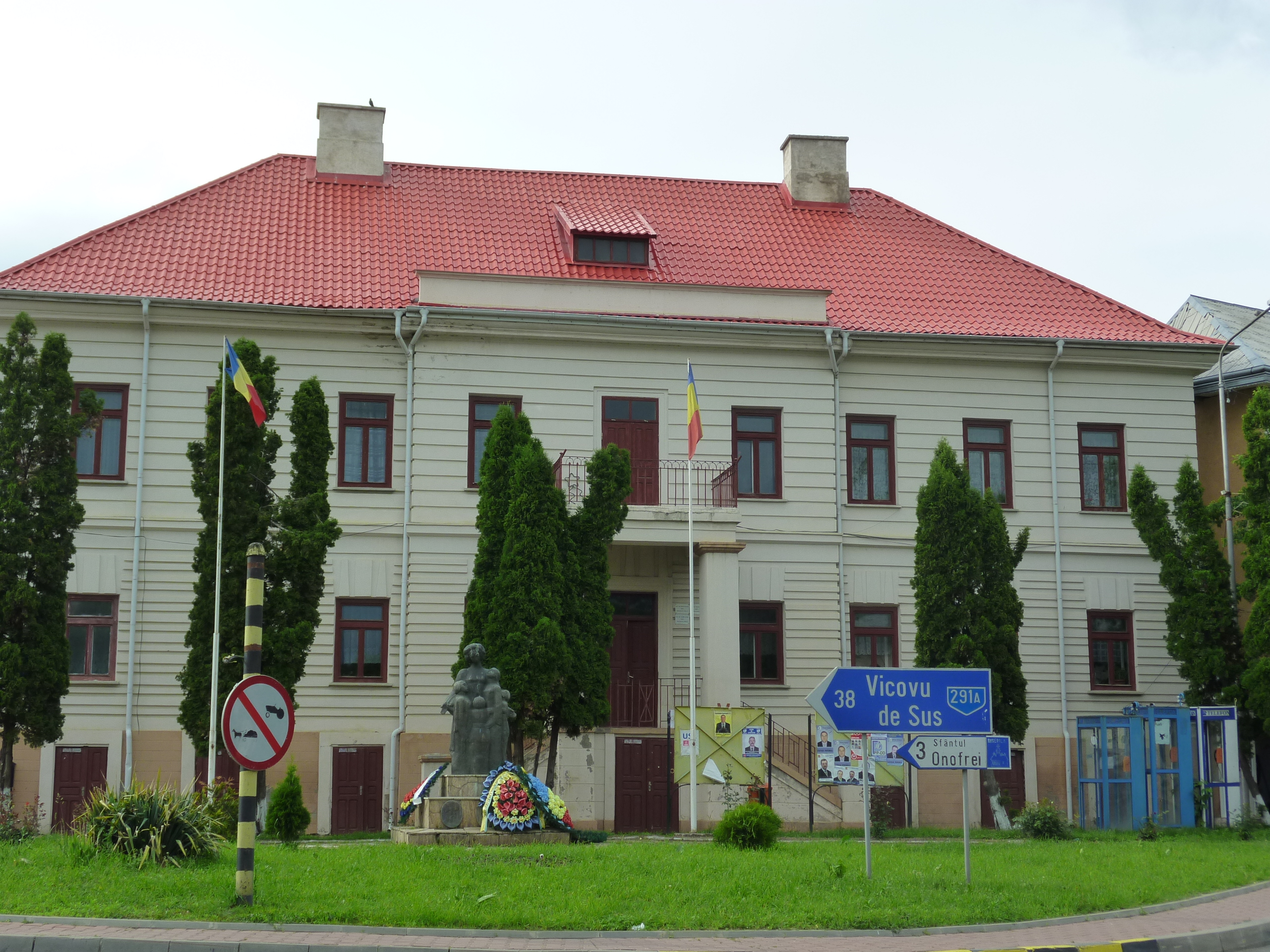
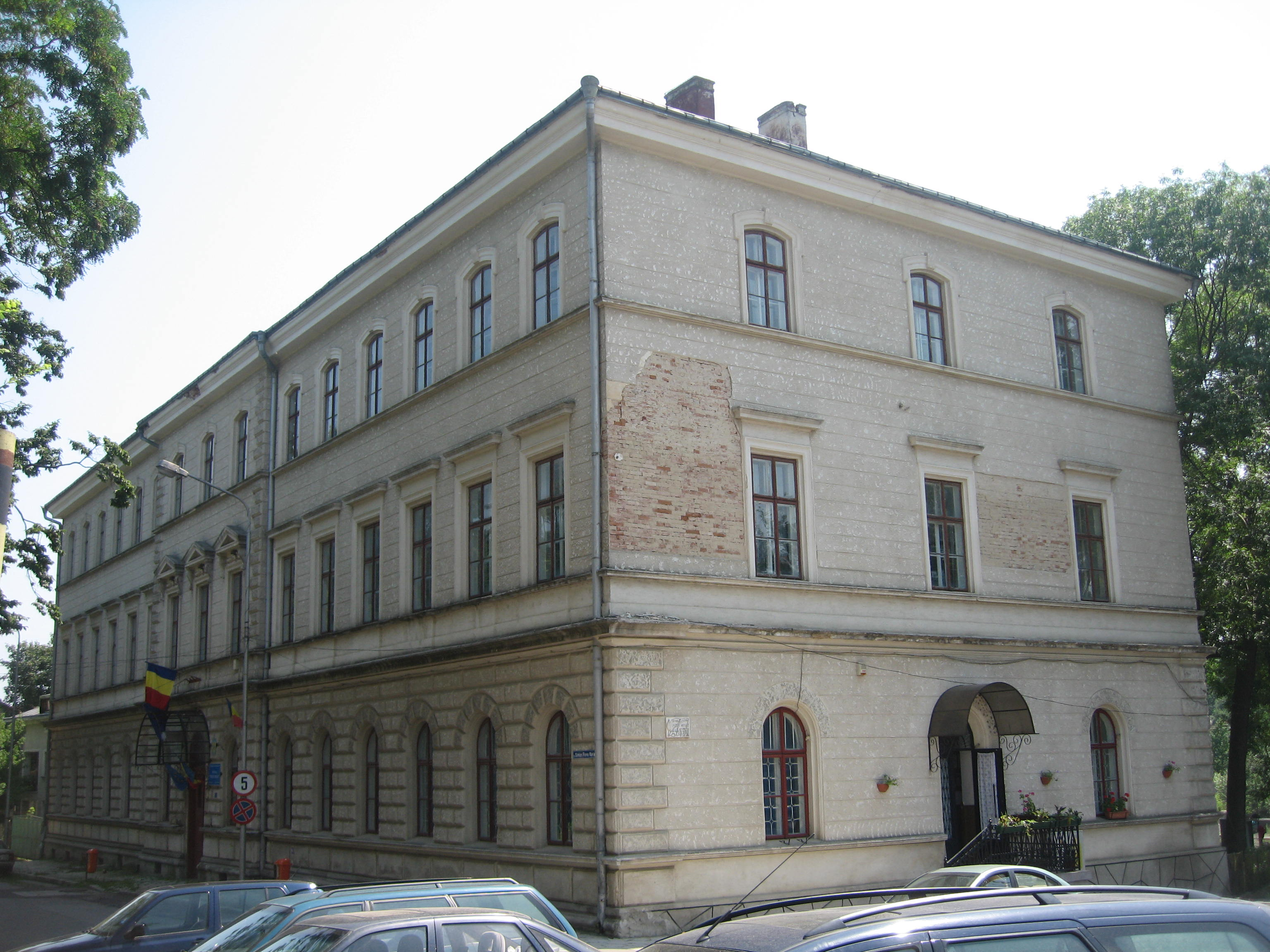
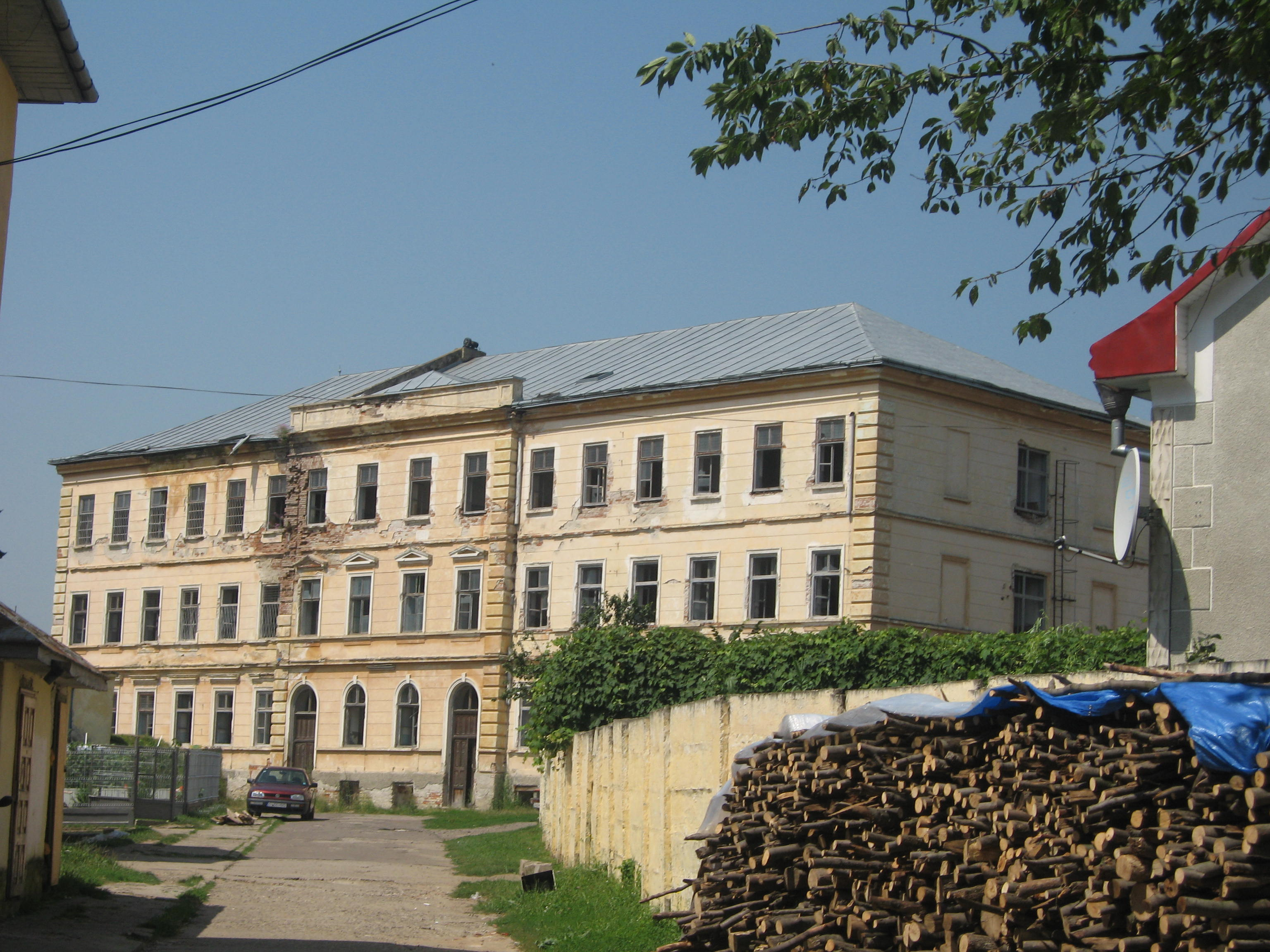
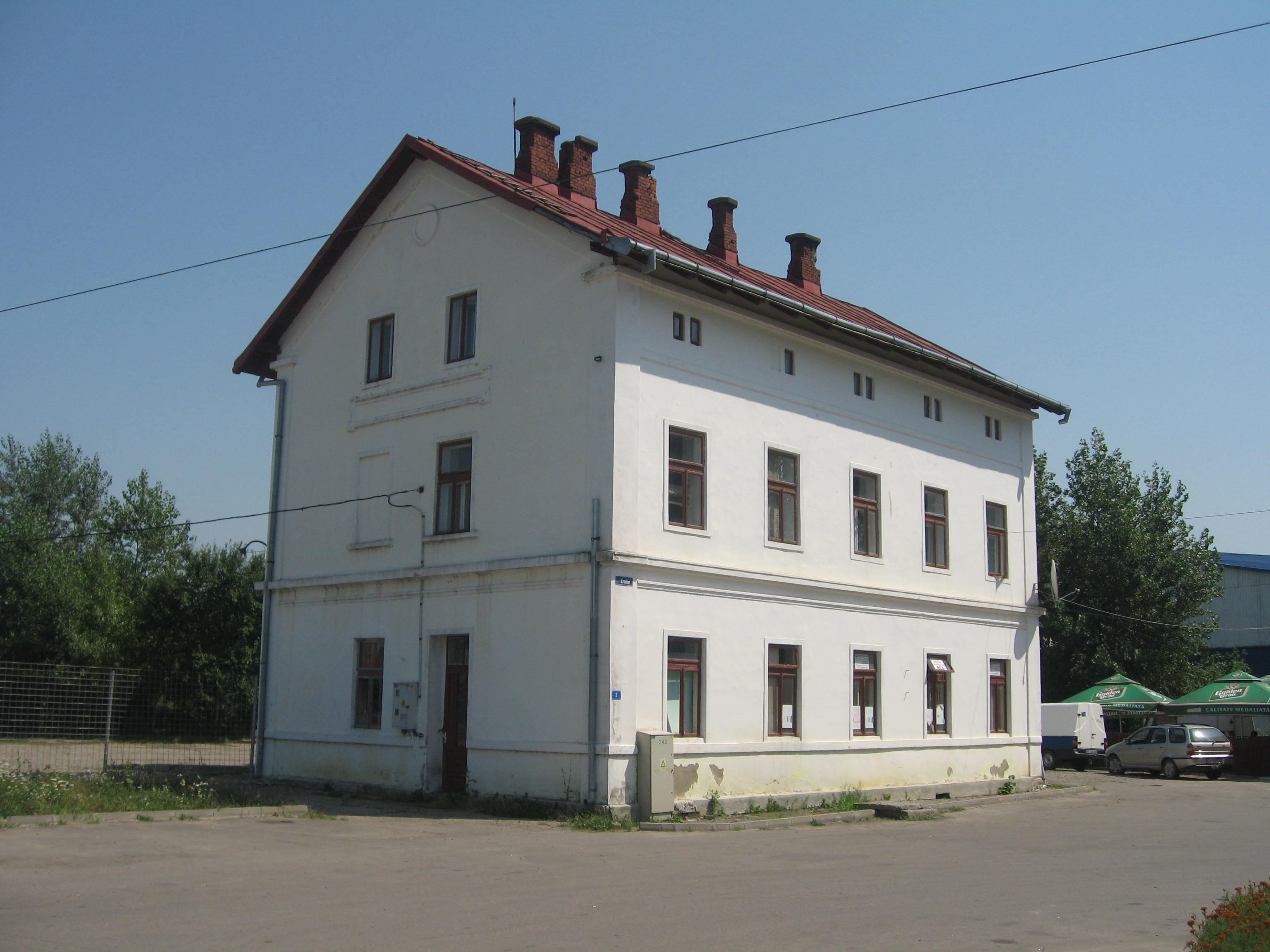
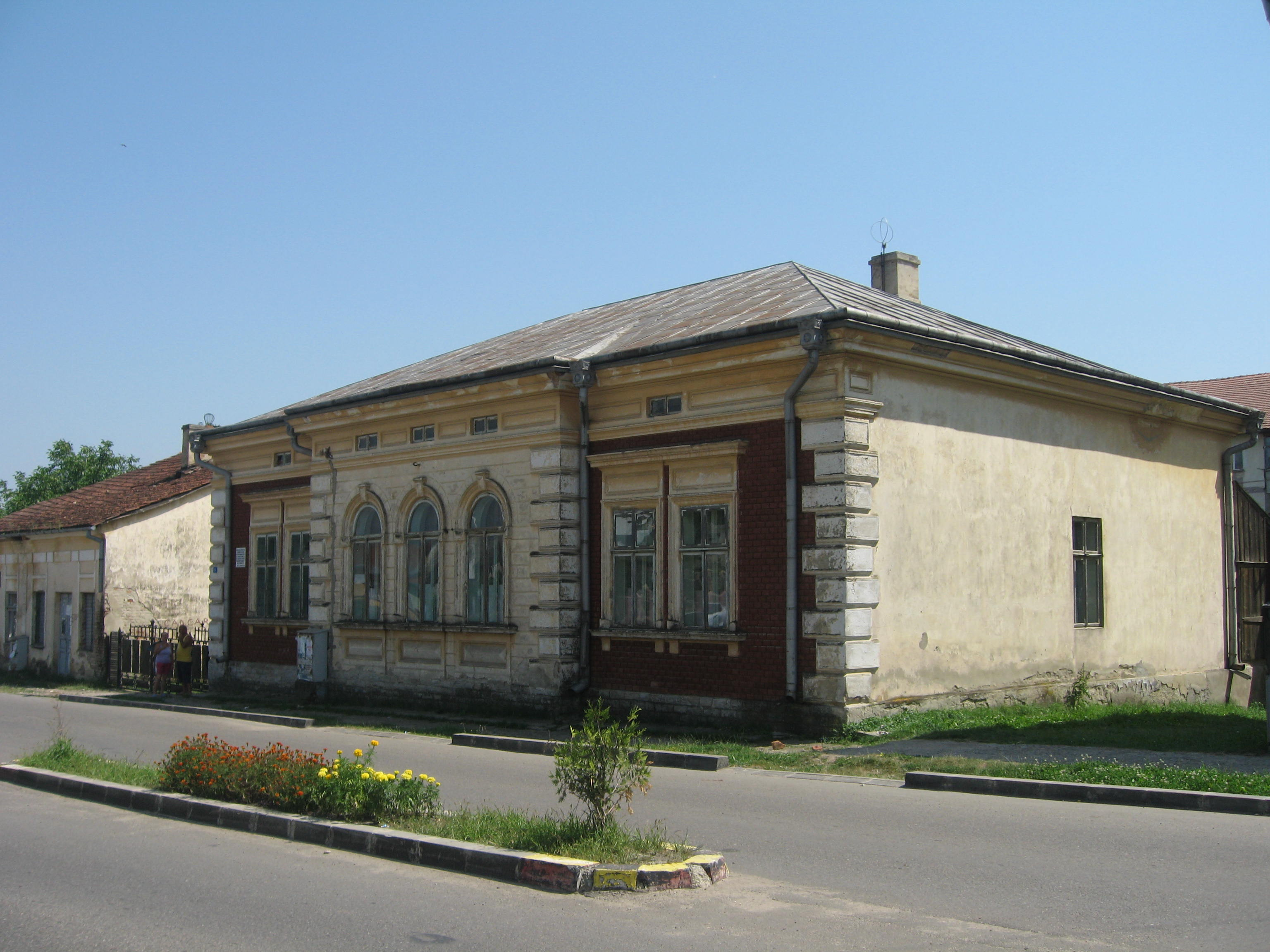
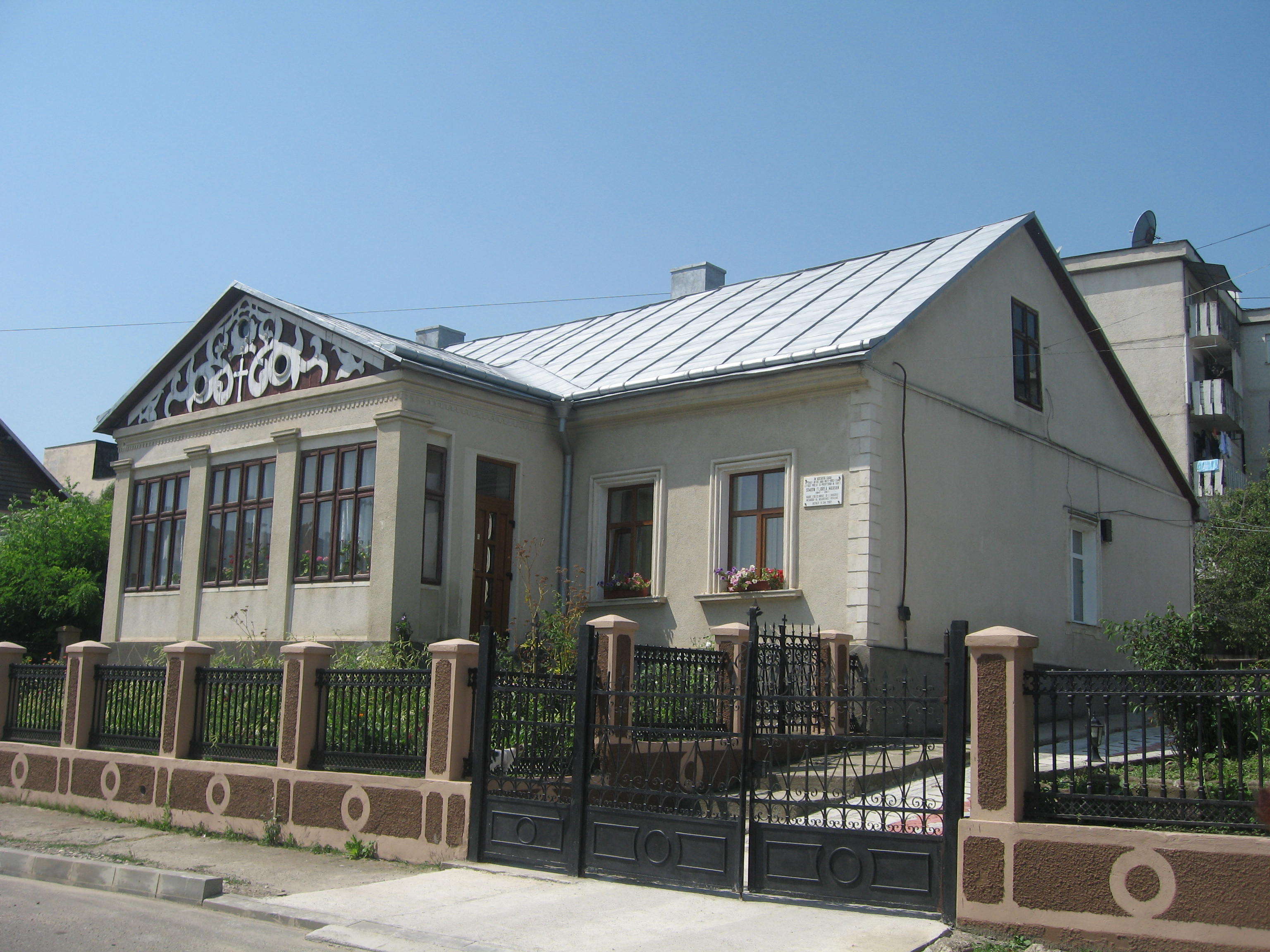
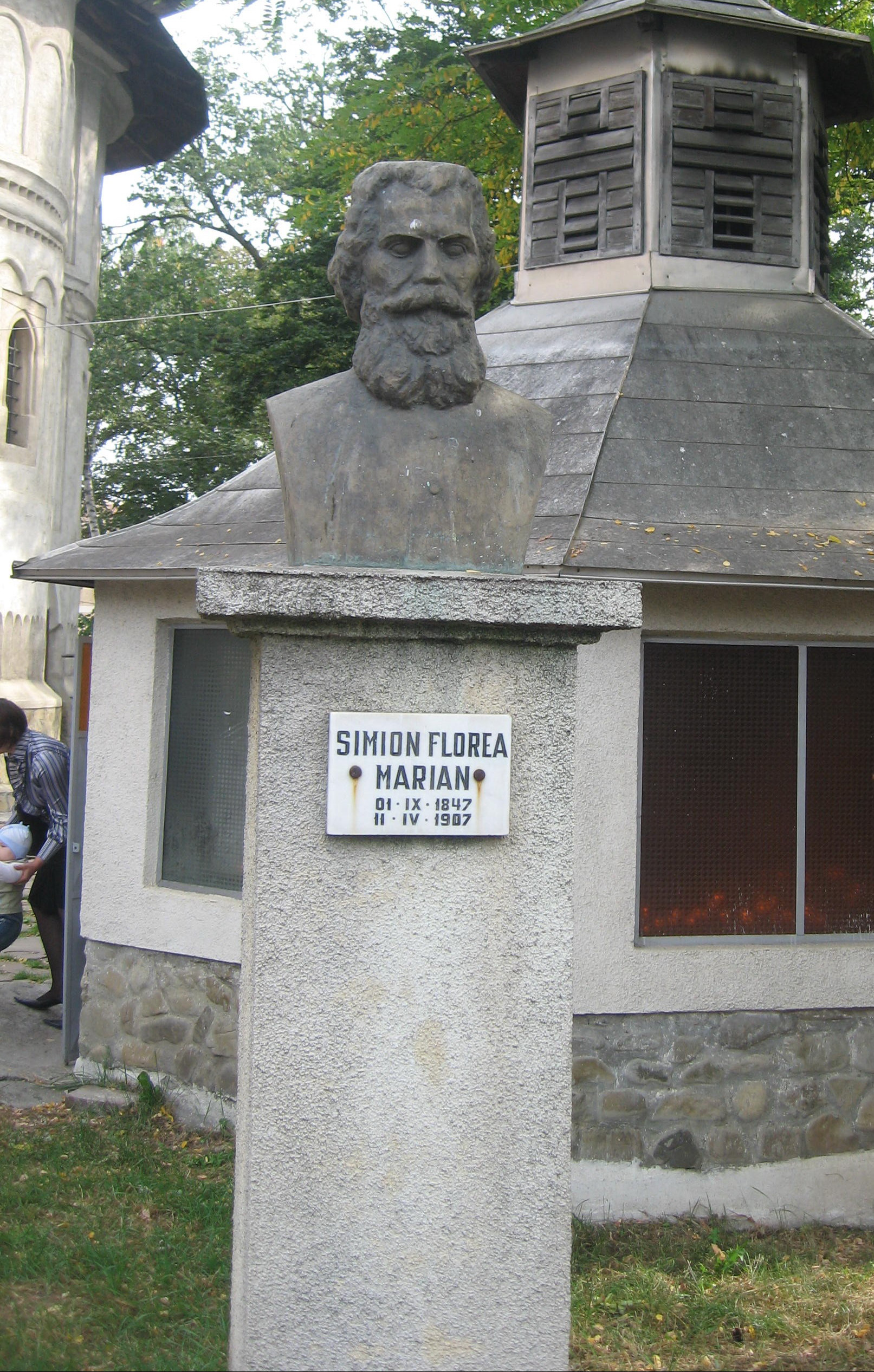
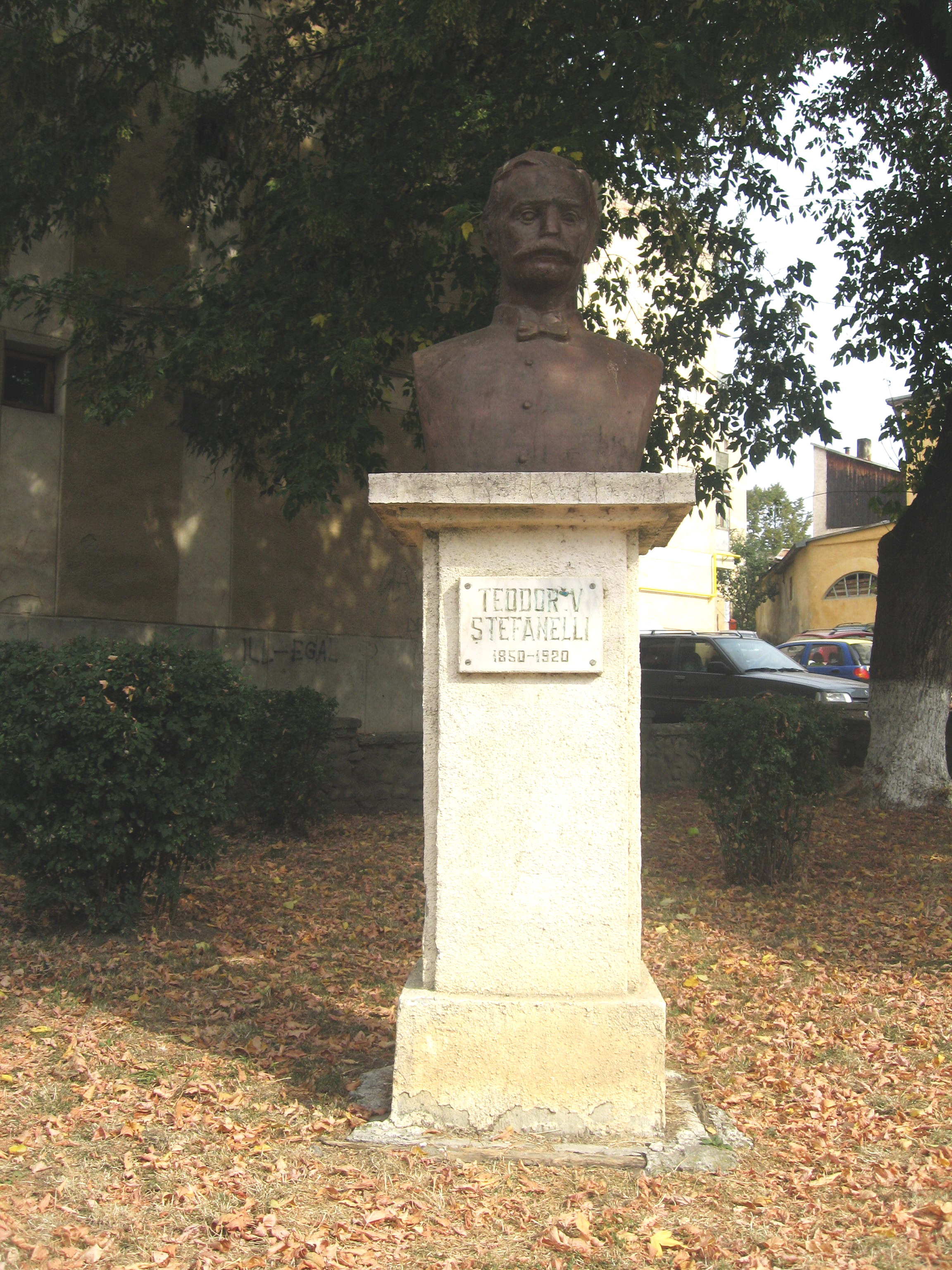
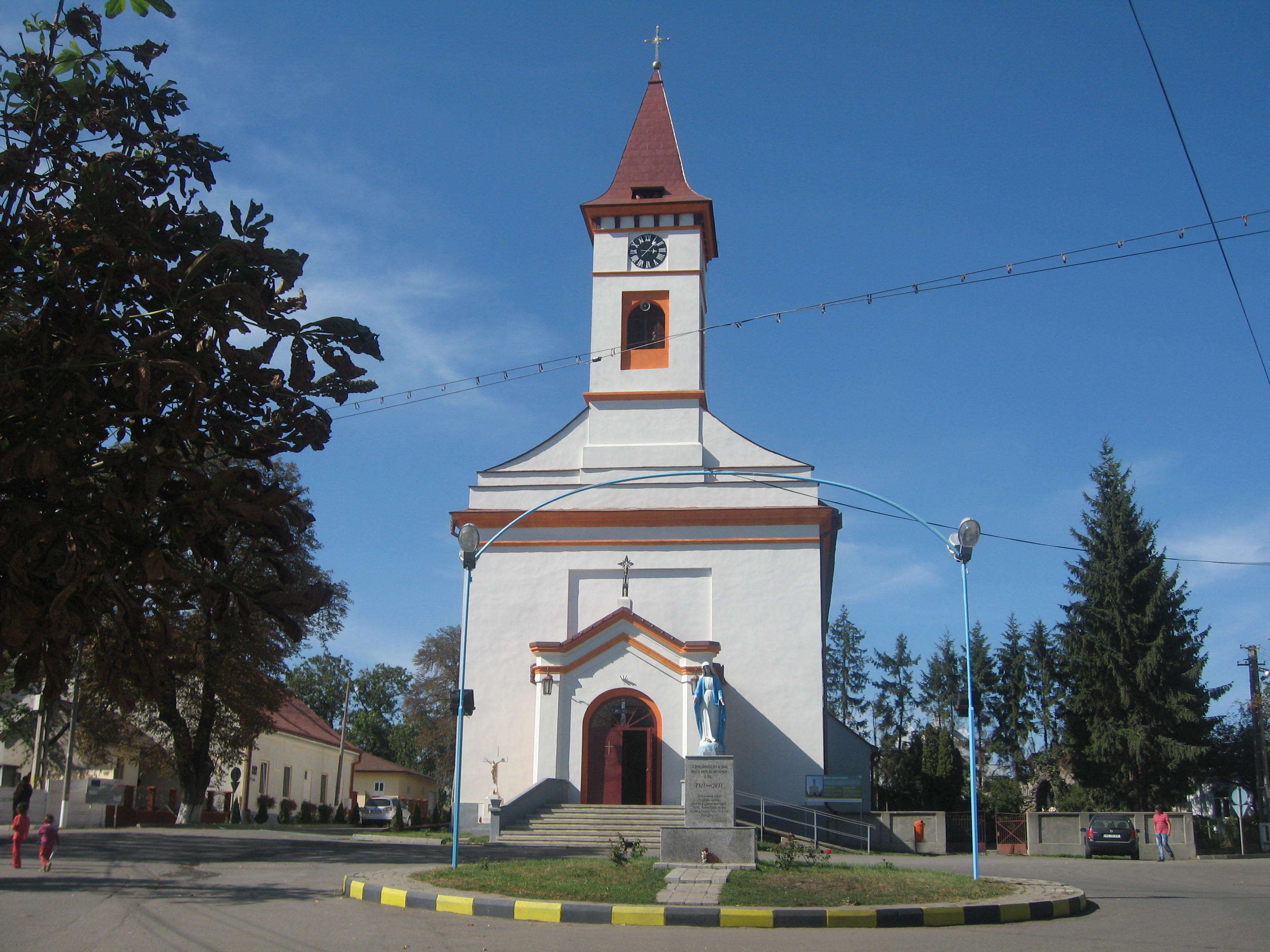
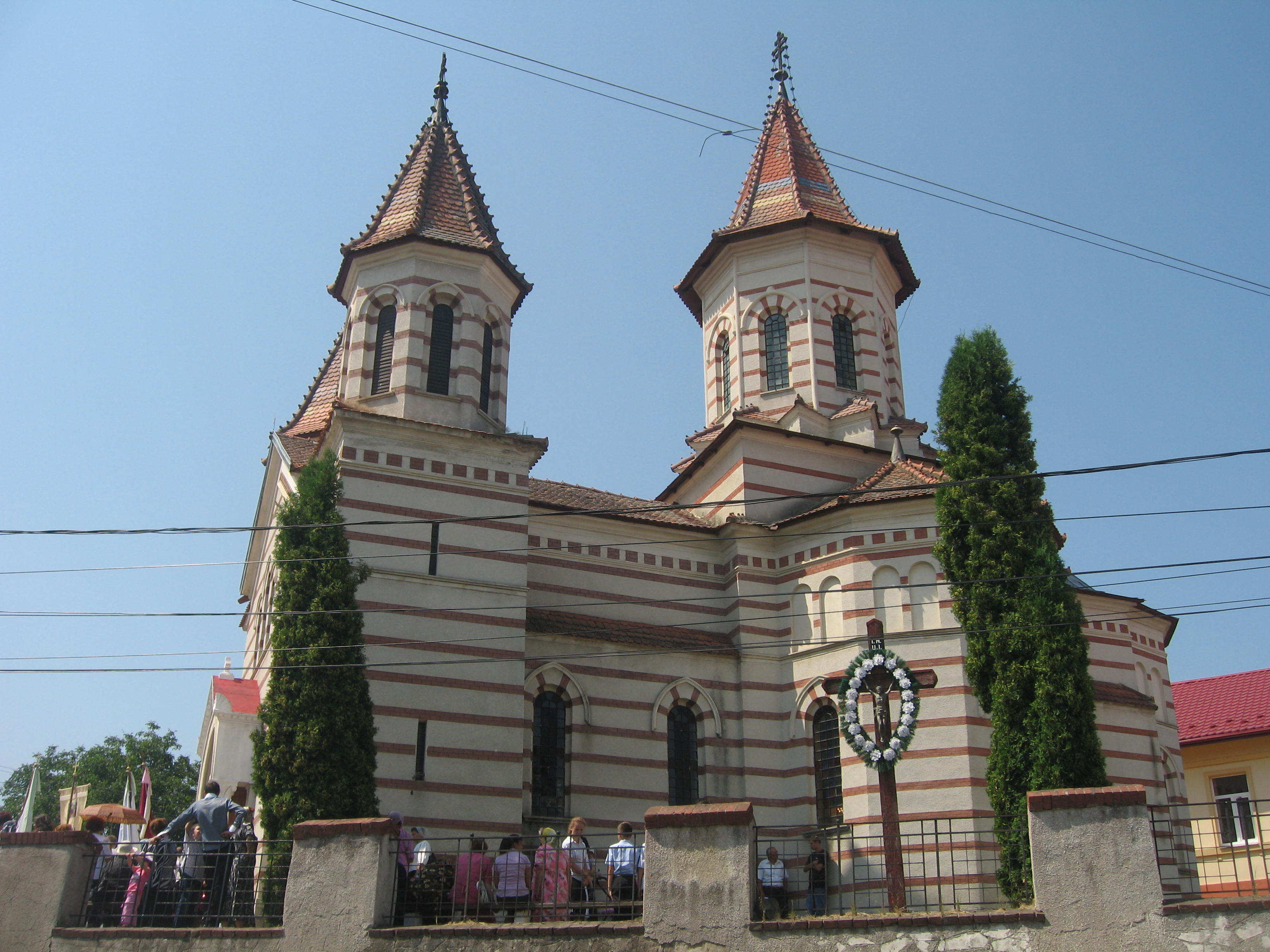
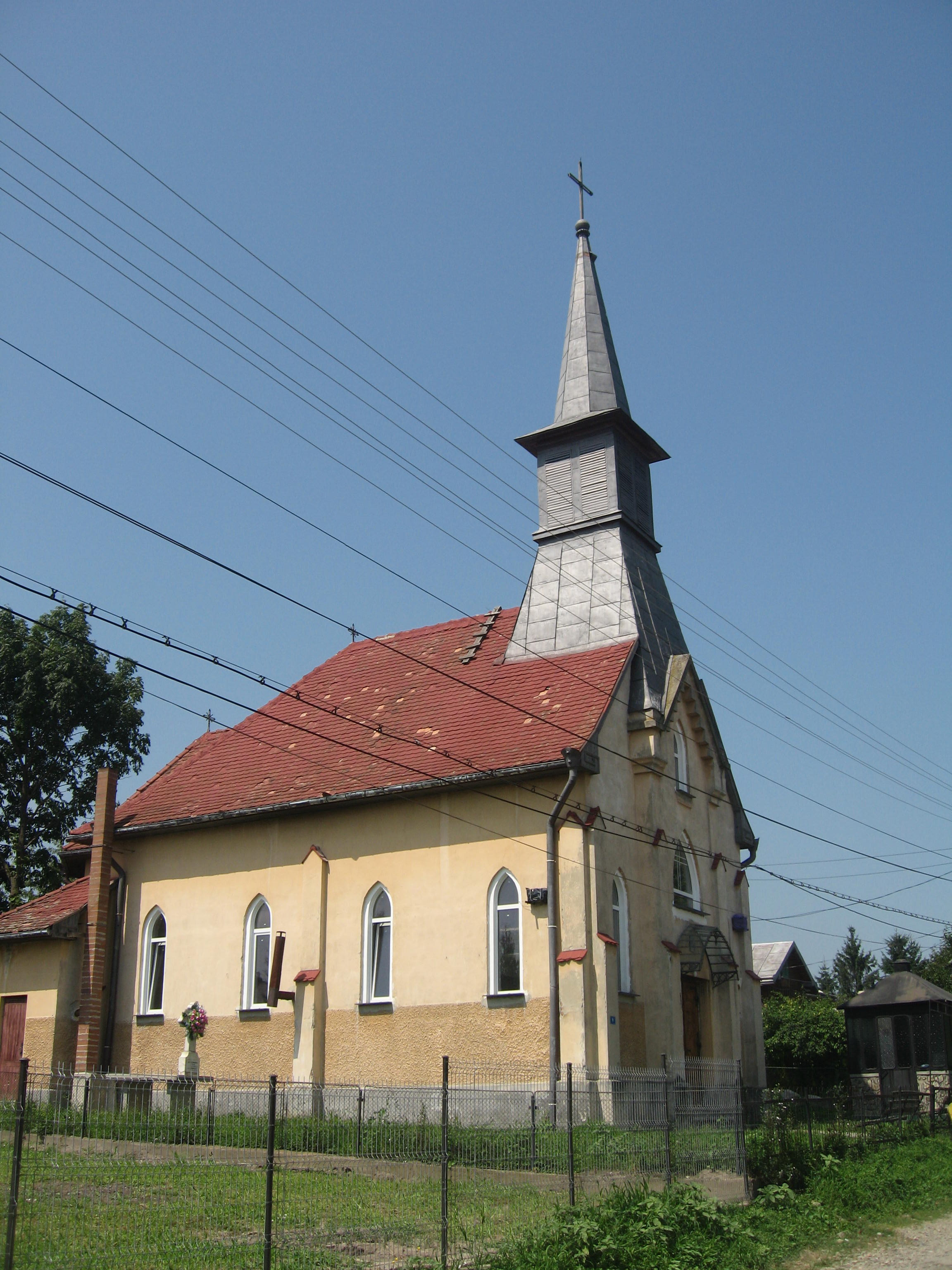
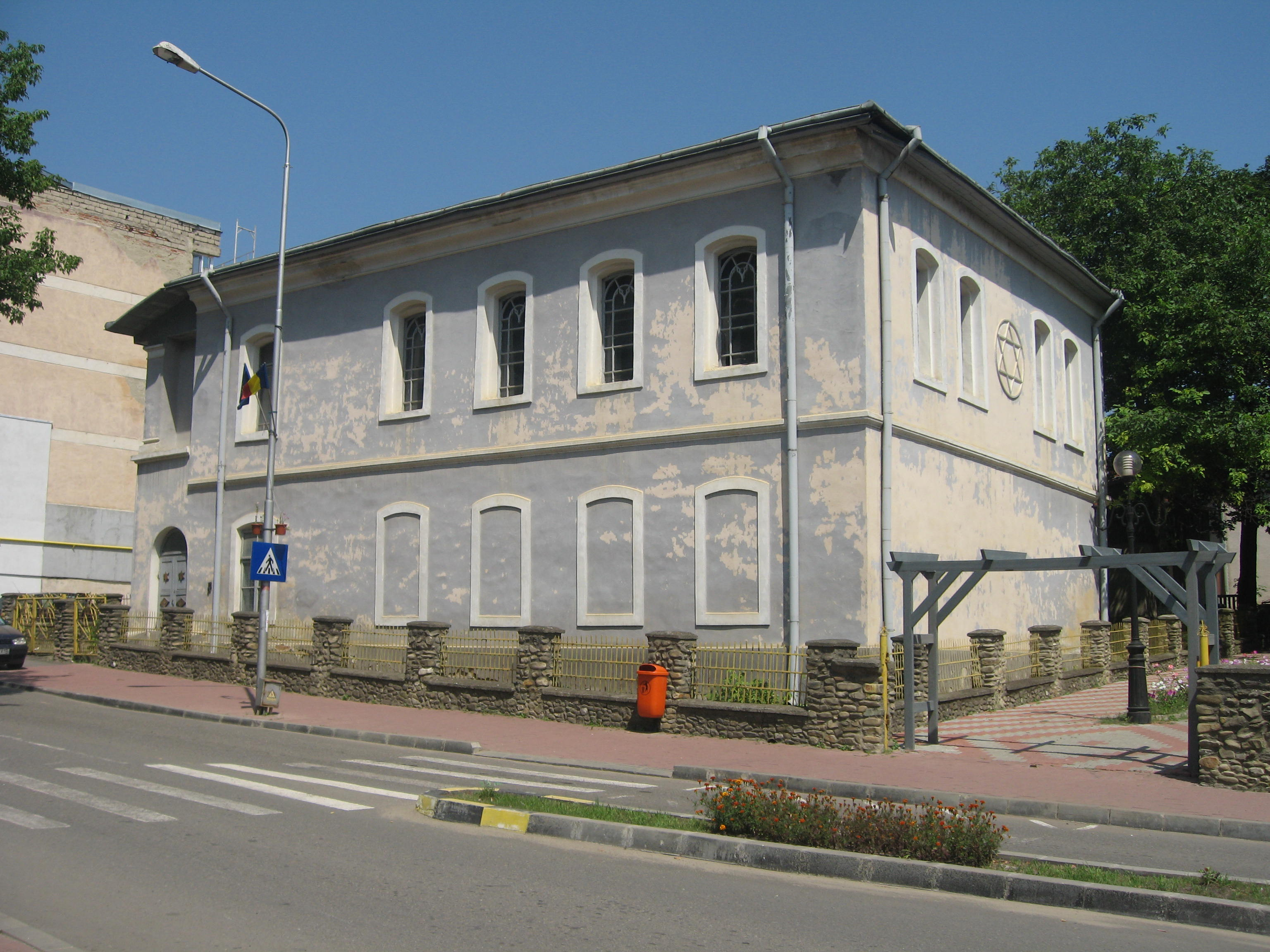